# Isotoma torildae
Isotoma torildae är en urinsektsart som beskrevs av Fjellberg 1978. Isotoma torildae ingår i släktet Isotoma och familjen Isotomidae. Inga underarter finns listade i Catalogue of Life.